# Liga Argentina de Voleibol 2017-18
La Liga Argentina de vóley 2017-18, también conocida como Serie A1 fue la vigésima segunda edición del certamen profesional de máxima división de equipos de vóley en la Argentina. La liga propiamente dicha comenzó en noviembre del 2017 y finalizó en abril de 2018.
Respecto a la pasada temporada, Deportivo Morón y Alianza Jesús María dejaron sus plazas y accedieron a la máxima categoría Libertad Burgi Vóley y Monteros Vóley Club.
El primer partido de la liga fue entre River Plate y UNTreF Vóley el 2 de noviembre de 2017. El último partido fue el 7 de abril de 2018, el cuarto juego de la final entre UPCN San Juan Vóley y Personal Bolívar, en San Juan, donde el local se proclamó campeón y logró su séptimo título de liga.

## Equipos participantes
| Club                 | Localidad                     | Estadio/s                                   | 16-17                | Part. | Camp. |
| -------------------- | ----------------------------- | ------------------------------------------- | -------------------- | ----- | ----- |
| Ciudad Vóley         | Ciudad de Buenos Aires        | Estadio Gorki Grana                         | 2.°, semifinalista   | 4     | —     |
| Gigantes del Sur     | Neuquén, Neuquén              | Estadio Ruca Che                            | 5.°, cuartofianlista | 12    | —     |
| Libertad Burgi Vóley | San Jerónimo Norte, Santa Fe  | La Calderita                                | —                    | —     | —     |
| Lomas Vóley          | Lomas de Zamora, Buenos Aires | Estadio Lomas de Zamora                     | 4.°, semifinalista   | 4     | —     |
| Monteros Vóley Club  | Monteros, Tucumán             | Polideportivo Municipal                     | —                    | —     | —     |
| Obras                | San Juan, San Juan            | Estadio Aldo Cantoni Estadio Ambrosini UNSJ | 5.°, cuartofinalista | 17    | —     |
| Personal Bolívar     | Bolívar, Buenos Aires         | República de Venezuela                      | 1.°, campeón         | 15    | 7     |
| PSM Vóley            | Puerto San Martín, Santa Fe   | Club Paraná                                 | 11.°                 | 7     | —     |
| River Plate          | Ciudad de Buenos Aires        | Microestadio River Plate                    | 8.°, cuartofinalista | 13    | 1     |
| UNTreF Vóley         | Tres de Febrero, Buenos Aires | CEDEM N.° 2 Microestadio UNTreF             | 10.°                 | 5     | —     |
| UPCN Vóley           | San Juan, San Juan            | Estadio Aldo Cantoni Estadio Ambrosini UNSJ | 3.°, subcampeón      | 10    | 6     |

1. 1 2  Ambrosini UNSJ es el estadio de la Universidad Nacional de San Juan, de la misma ciudad, ubicado en el «Complejo Deportivo El Palomar».

### Relevo de plazas
| Ascendido de la Serie A2 |
| ------------------------ |
| Monteros Vóley Club      |
| Libertad Burgi Vóley     |

| Se baja del torneo  |
| ------------------- |
| Deportivo Morón     |
| Alianza Jesús María |

## Modo de disputa
La temporada de la Liga Argentina está conformada por la liga propiamente dicha y varios torneos que se disputan, o antes de la misma, o en simultáneo. Entre los torneos se encuentran:
- Copa Máster

Disputada antes del comienzo de la temporada. Está integrada por cuatro equipos con formato de eliminatorias directas.
- Copa ACLAV

Disputada antes y durante la temporada. Está integrada por todos los equipos de la liga con formato de fase de grupos y eliminatorias para determinar al campeón.
La Liga está integrada por todos los equipos, quienes se enfrentan todos contra todos dos veces, una como local y otra como visitante. Durante esta etapa, se puntúa a cada equipo sobre la base de sus resultados tal que:
3 puntos por victoria en tres o cuatro sets, 3 a 0 o 3 a 1.
2 puntos por victoria en cinco sets, 3 a 2.
1 punto por derrota en cinco sets, 2 a 3.
0 puntos por derrota en tres o cuatro sets, 0 a 3 o 1 a 3.
Tras esta etapa, los ocho equipos con mayor cantidad de puntos clasifican a los cuartos de final, donde se enfrentan el mejor ubicado con el peor ubicado, el segundo mejor ubicado con el segundo peor ubicado, y así. Los cuatro mejores equipos tienen ventaja de localía, es decir, disputan más partidos como local.
La primera eliminatoria es los "Cuartos de final", al mejor de cinco partidos, con formato 2-2-1, siendo locales los mejores ubicados en los dos primeros partidos y el hipotético quinto encuentro. Los cuatro ganadores avanzan a las semifinales, al mejor de cinco partidos, con formato 2-2-1 nuevamente, siendo local más veces el equipo mejor ubicado. Los dos ganadores de semifinales disputan la final con el mismo formato que la etapa anterior, 2-2-1, siendo local más veces aquel equipo que quedó mejor ubicado en la fase regular. El ganador de la final se proclama campeón y clasifica a la copa internacional de año siguiente.

## Copa Máster
La Copa Máster se disputó el 11 y 12 de octubre en el Estadio República de Venezuela, en San Carlos de Bolívar. El campeón de esta edición fue UPCN San Juan Vóley, que logró el título por sexta vez.
|  | Semifinales       | Semifinales |               |             | Final | Final |  |
|  |                   |             |               |             |       |       |  |
|  |                   |             |               |             |       |       |  |
|  | Lomas Vóley       | 3           |               |             |       |       |  |
|  | Lomas Vóley       | 3           |               |             |       |       |  |
|  | Obras de San Juan | 0           |               |             |       |       |  |
|  | Obras de San Juan | 0           |               | Lomas Vóley | 0     |       |  |
|  |                   |             |               | Lomas Vóley | 0     |       |  |
|  |                   |             | UPCN San Juan | 3           |       |       |  |
|  | Personal Bolívar  | 0           | UPCN San Juan | 3           |       |       |  |
|  | Personal Bolívar  | 0           |               |             |       |       |  |
|  | UPCN San Juan     | 3           |               |             |       |       |  |
|  | UPCN San Juan     | 3           |               |             |       |       |  |
|  |                   |             |               |             |       |       |  |

Semifinales
| 11 de octubre, 18:30 | Lomas Vóley | 3 - 0                           | Obras de San Juan | Estadio República de Venezuela, San Carlos de Bolívar |                                                 |
|                      |             | ( 25-16, 25-23, 25-20 ) Reporte |                   | Árbitro(s): * Nicolás Casado * Sebastián Cagiao       | Árbitro(s): * Nicolás Casado * Sebastián Cagiao |

| 11 de octubre, 21:00 | Personal Bolívar | 0 - 3                           | UPCN San Juan | Estadio República de Venezuela, San Carlos de Bolívar |                                                  |
|                      |                  | ( 20-25, 19-25, 23-25 ) Reporte |               | Árbitro(s): * José Luis Barrios * Nicolás Casado      | Árbitro(s): * José Luis Barrios * Nicolás Casado |

Final
| 12 de octubre, 21:00               | Lomas Vóley | 0 - 3                           | UPCN San Juan | Estadio República de Venezuela, San Carlos de Bolívar |                                                  |
|                                    |             | ( 20-25, 18-25, 16-25 ) Reporte |               | Árbitro(s): * Nicolás Casado * José Luis Barrios      | Árbitro(s): * Nicolás Casado * José Luis Barrios |
| Partido televisado por TyC Sports. |             |                                 |               |                                                       |                                                  |

## Copa ACLAV
La Copa ACLAV se jugó íntegramente en pretemporada. Comenzó el 18 de octubre y finalizó el 26 del mismo mes. La fase final se jugó en el Estadio La Calderita de Libertad Burgi Vóley en San Jerónimo Norte, Santa Fe. El campeón fue Ciudad Vóley, que derrotó a UPCN San Juan Vóley y logró por primera vez el título.
|  | Semifinales          | Semifinales |              |                     | Final            | Final        |  |
|  |                      |             |              |                     |                  |              |  |
|  |                      |             |              |                     |                  |              |  |
|  | Personal Bolívar     | 0           |              |                     |                  |              |  |
|  | Personal Bolívar     | 0           |              |                     |                  |              |  |
|  | UPCN San Juan Vóley  | 3           |              |                     |                  |              |  |
|  | UPCN San Juan Vóley  | 3           |              | UPCN San Juan Vóley | 2                |              |  |
|  |                      |             |              | UPCN San Juan Vóley | 2                |              |  |
|  |                      |             | Ciudad Vóley | 3                   |                  |              |  |
|  | Libertad Burgi Vóley | 1           | Ciudad Vóley | 3                   |                  |              |  |
|  | Libertad Burgi Vóley | 1           |              |                     |                  |              |  |
|  | Ciudad Vóley         | 3           |              |                     | Tercer lugar     | Tercer lugar |  |
|  | Ciudad Vóley         | 3           |              |                     | Tercer lugar     | Tercer lugar |  |
|  |                      |             |              |                     |                  |              |  |
|  |                      |             |              |                     | Libertad Burgi   | 0            |  |
|  |                      |             |              |                     | Libertad Burgi   | 0            |  |
|  |                      |             |              |                     | Personal Bolívar | 3            |  |
|  |                      |             |              |                     | Personal Bolívar | 3            |  |
|  |                      |             |              |                     |                  |              |  |

Semifinales
| 25 de octubre, 19:00 | Personal Bolívar | 0 - 3                           | UPCN San Juan Vóley | Estadio La Calderita, San Jerónimo Norte     |                                              |
|                      |                  | ( 15-25, 21-25, 30-32 ) Reporte |                     | Árbitro(s): * Sebastián Cagiao * Pablo Pérez | Árbitro(s): * Sebastián Cagiao * Pablo Pérez |

| 25 de octubre, 21:00 | Libertad Burgi Vóley | 1 - 3                                 | Ciudad Vóley | Estadio La Calderita, San Jerónimo Norte     |                                              |
|                      |                      | ( 25-22, 26-28, 16-25 19-25 ) Reporte |              | Árbitro(s): * Pablo Gómez * Marcelo Pierobon | Árbitro(s): * Pablo Gómez * Marcelo Pierobon |

Tercer puesto
| 26 de octubre, 19:00 | Libertad Burgi Vóley | 0 - 3                           | Personal Bolívar | Estadio La Calderita, San Jerónimo Norte     |                                              |
|                      |                      | ( 24-26, 24-26, 20-25 ) Reporte |                  | Árbitro(s): * Marcelo Pierobon * Pablo Gómez | Árbitro(s): * Marcelo Pierobon * Pablo Gómez |

Final
| 26 de octubre, 21:00 | UPCN San Juan Vóley | 2 - 3                                        | Ciudad Vóley | Estadio La Calderita, San Jerónimo Norte     |                                              |
|                      |                     | ( 21-25, 22-25, 25-23 25-21, 11-15 ) Reporte |              | Árbitro(s): * Pablo Pérez * Sebastián Cagiao | Árbitro(s): * Pablo Pérez * Sebastián Cagiao |
| TV: TyC Sports       |                     |                                              |              |                                              |                                              |

## Fase regular

### Posiciones
| Pos. | Equipo               | Pts | Partidos | Partidos | Partidos | Sets | Sets | Tantos | Tantos |
| Pos. | Equipo               | Pts | PJ       | PG       | PP       | SG   | SP   | TG     | TP     |
| ---- | -------------------- | --- | -------- | -------- | -------- | ---- | ---- | ------ | ------ |
| 1.º  | Personal Bolívar     | 45  | 20       | 15       | 5        | 50   | 25   | 1769   | 1601   |
| 2.º  | UPCN San Juan Vóley  | 43  | 20       | 15       | 5        | 49   | 20   | 1780   | 1637   |
| 3.º  | Lomas Vóley          | 41  | 20       | 15       | 5        | 50   | 28   | 1774   | 1651   |
| 4.º  | Ciudad Vóley         | 36  | 20       | 12       | 8        | 46   | 32   | 1806   | 1701   |
| 5.º  | Gigantes del Sur     | 33  | 20       | 10       | 10       | 41   | 36   | 1737   | 1728   |
| 6.º  | Obras (San Juan)     | 31  | 20       | 13       | 7        | 44   | 41   | 1853   | 1870   |
| 7.º  | Libertad Burgi Vóley | 28  | 20       | 9        | 11       | 36   | 43   | 1725   | 1755   |
| 8.º  | Monteros Vóley       | 28  | 20       | 8        | 12       | 36   | 38   | 1654   | 1672   |
| 9.º  | UNTreF Vóley         | 18  | 20       | 5        | 15       | 27   | 50   | 1634   | 1756   |
| 10.º | River Plate          | 14  | 20       | 4        | 16       | 19   | 50   | 1510   | 1671   |
| 11.º | PSM Vóley            | 13  | 20       | 4        | 16       | 25   | 54   | 1676   | 1876   |

|  |                                  |
|  | Clasificados a cuartos de final. |

### Resultados
| Weekend 1      | Weekend 1            | Weekend 1 | Weekend 1      | Weekend 1          | Weekend 1 | Weekend 1 | Weekend 1 | Weekend 1 | Weekend 1 |
| Fecha          | Local                | Resul     | Visitante      | Estadio            | Set 1     | Set 2     | Set 3     | Set 4     | Set 5     |
| -------------- | -------------------- | --------- | -------------- | ------------------ | --------- | --------- | --------- | --------- | --------- |
| 2 de noviembre | River Plate          | 1 - 3     | UNTreF Vóley   | Microestadio Lomas | 15-25     | 17-25     | 25-22     | 22-25     |           |
| 2 de noviembre | Lomas Vóley          | 3 - 1     | Ciudad Vóley   | Microestadio Lomas | 25-23     | 20-25     | 25-16     | 26-24     |           |
| 2 de noviembre | Libertad Burgi Vóley | 2 - 3     | Obras (SJ)     | La Calderita       | 22-25     | 25-22     | 14-25     | 25-21     | 15-17     |
| 2 de noviembre | PSM Vóley            | 1 - 3     | UPCN San Juan  | Club Paraná        | 15-25     | 25-23     | 19-25     | 22-25     |           |
| 2 de noviembre | Personal Bolívar     | 3 - 1     | Monteros Vóley | Rep. de Venezuela  | 25-23     | 25-22     | 23-25     | 25-20     |           |
| 4 de noviembre | River Plate          | 0 - 3     | Ciudad Vóley   | Microestadio Lomas | 19-25     | 18-25     | 24-26     |           |           |
| 4 de noviembre | Lomas Vóley          | 3 - 2     | UNTreF Vóley   | Microestadio Lomas | 25-22     | 25-15     | 20-25     | 21-25     | 15-9      |
| 4 de noviembre | Gigantes del Sur     | 3 - 1     | Monteros Vóley | Ruca Che           | 25-20     | 25-21     | 23-25     | 25-20     |           |
| 4 de noviembre | Libertad Burgi Vóley | 3 - 1     | UPCN San Juan  | La Calderita       | 29-27     | 23-25     | 25-16     | 25-19     |           |
| 4 de noviembre | PSM Vóley            | 2 - 3     | Obras (SJ)     | Club Paraná        | 43-41     | 19-25     | 28-26     | 19-25     | 12-15     |

| Weekend 2       | Weekend 2            | Weekend 2 | Weekend 2        | Weekend 2               | Weekend 2 | Weekend 2 | Weekend 2 | Weekend 2 | Weekend 2 |
| Fecha           | Local                | Resul     | Visitante        | Estadio                 | Set 1     | Set 2     | Set 3     | Set 4     | Set 5     |
| --------------- | -------------------- | --------- | ---------------- | ----------------------- | --------- | --------- | --------- | --------- | --------- |
| 9 de noviembre  | Monteros Vóley       | 1 - 3     | Ciudad Vóley     | Polideportivo Municipal | 25-23     | 17-25     | 12-25     | 19-25     |           |
| 9 de noviembre  | PSM Vóley            | 3 - 2     | Personal Bolívar | Club Paraná             | 21-25     | 22-25     | 25-22     | 25-22     | 15-13     |
| 11 de noviembre | Libertad Burgi Vóley | 1 - 3     | Personal Bolívar | La Calderita            | 21-25     | 25-21     | 18-25     | 13-25     |           |
| 14 de diciembre | PSM Vóley            | 1 - 3     | Gigantes del Sur | Club Paraná             | 25-21     | 23-25     | 17-25     | 22-25     |           |
| 14 de diciembre | Monteros Vóley       | 3 - 1     | UNTreF Vóley     | Polideportivo Municipal | 22-25     | 25-17     | 25-21     | 25-22     |           |
| 14 de diciembre | UPCN San Juan        | 3 - 1     | Lomas Vóley      | Ambrosini UNSJ          | 25-22     | 16-25     | 25-19     | 25-19     |           |
| 15 de diciembre | UPCN San Juan        | 3 - 0     | River Plate      | Ambrosini UNSJ          | 25-19     | 25-22     | 25-19     |           |           |
| 16 de diciembre | Obras (SJ)           | 0 - 3     | Lomas Vóley      | Ambrosini UNSJ          | 16-25     | 19-25     | 21-25     |           |           |
| 16 de diciembre | Libertad Burgi Vóley | 2 - 3     | Gigantes del Sur | La Calderita            | 25-12     | 23-25     | 25-13     | 20-25     | 11-15     |
| 17 de diciembre | Obras (SJ)           | 3 - 1     | River Plate      | Ambrosini UNSJ          | 25-19     | 15-25     | 32-30     | 25-20     |           |

| Weekend 3       | Weekend 3        | Weekend 3 | Weekend 3            | Weekend 3               | Weekend 3 | Weekend 3 | Weekend 3 | Weekend 3 | Weekend 3 |
| Fecha           | Local            | Resul     | Visitante            | Estadio                 | Set 1     | Set 2     | Set 3     | Set 4     | Set 5     |
| --------------- | ---------------- | --------- | -------------------- | ----------------------- | --------- | --------- | --------- | --------- | --------- |
| 16 de noviembre | Ciudad Vóley     | 3 - 0     | PSM Vóley            | Gorki Grana             | 25-12     | 25-20     | 25-22     |           |           |
| 16 de noviembre | UNTreF Vóley     | 0 - 3     | Libertar Burgi       | Estadio UNTreF          | 21-25     | 20-25     | 15-25     |           |           |
| 16 de noviembre | Gigantes del Sur | 0 - 3     | Obras (SJ)           | Ruca Che                | 19-25     | 22-25     | 19-25     |           |           |
| 16 de noviembre | Personal Bolívar | 1 - 3     | UPCN San Juan        | Rep. de Venezuela       | 25-27     | 25-23     | 24-26     | 21-25     |           |
| 16 de noviembre | Monteros Vóley   | 0 - 3     | Lomas Vóley          | Polideportivo Municipal | 23-25     | 15-25     | 14-25     |           |           |
| 17 de noviembre | UNTreF Vóley     | 3 - 0     | PSM Vóley            | Estadio UNTreF          | 25-15     | 25-16     | 25-23     |           |           |
| 18 de noviembre | Ciudad Vóley     | 3 - 2     | Libertad Burgi Vóley | Gorki Grana             | 25-21     | 25-19     | 23-25     | 22-25     | 15-12     |
| 18 de noviembre | Gigantes del Sur | 3 - 1     | UPCN San Juan        | Ruca Che                | 26-24     | 25-27     | 25-21     | 25-22     |           |
| 18 de noviembre | Personal Bolívar | 3 - 1     | Obras (SJ)           | Rep. de Venezuela       | 25-16     | 23-25     | 25-18     | 25-16     |           |
| 18 de noviembre | Monteros Vóley   | 3 - 0     | River Plate          | Polideportivo Municipal | 25-22     | 29-27     | 25-19     |           |           |

| Weekend 4       | Weekend 4            | Weekend 4 | Weekend 4        | Weekend 4          | Weekend 4 | Weekend 4 | Weekend 4 | Weekend 4 | Weekend 4 |
| Fecha           | Local                | Resul     | Visitante        | Estadio            | Set 1     | Set 2     | Set 3     | Set 4     | Set 5     |
| --------------- | -------------------- | --------- | ---------------- | ------------------ | --------- | --------- | --------- | --------- | --------- |
| 22 de noviembre | Lomas Vóley          | 3 - 0     | Personal Bolívar | Microestadio Lomas | 25-22     | 26-24     | 25-20     |           |           |
| 23 de noviembre | River Plate          | 0 - 3     | Gigantes del Sur | Microestadio Lomas | 21-25     | 28-30     | 18-25     |           |           |
| 23 de noviembre | PSM Vóley            | 3 - 2     | Monteros Vóley   | Club Paraná        | 28-26     | 20-25     | 22-25     | 25-23     | 15-11     |
| 23 de noviembre | UPCN San Juan Vóley  | 1 - 3     | Ciudad Vóley     | Ambrosini UNSJ     | 29-27     | 20-25     | 23-25     | 20-25     |           |
| 24 de noviembre | River Plate          | 0 - 3     | Personal Bolívar | Microestadio Lomas | 20-25     | 17-25     | 20-25     |           |           |
| 24 de noviembre | UPCN San Juan Vóley  | 3 - 0     | UNTreF Vóley     | Aldo Cantoni       | 25-17     | 25-20     | 25-15     |           |           |
| 25 de noviembre | Lomas Vóley          | 3 - 2     | Gigantes del Sur | Microestadio Lomas | 25-23     | 22-25     | 25-21     | 31-33     | 15-13     |
| 25 de noviembre | Libertad Burgi Vóley | 0 - 3     | Monteros Vóley   | La Calderita       | 23-25     | 22-25     | 15-25     |           |           |
| 25 de noviembre | Obras (SJ)           | 1 - 3     | Ciudad Vóley     | Aldo Cantoni       | 21-25     | 18-25     | 25-23     | 12-25     |           |
| 26 de noviembre | Obras (SJ)           | 3 - 2     | UNTreF Vóley     | Aldo Cantoni       | 23-25     | 31-33     | 25-20     | 25-20     | 15-11     |

| Weekend 5       | Weekend 5      | Weekend 5 | Weekend 5            | Weekend 5                | Weekend 5 | Weekend 5 | Weekend 5 | Weekend 5 | Weekend 5 |
| Fecha           | Local          | Resul     | Visitante            | Estadio                  | Set 1     | Set 2     | Set 3     | Set 4     | Set 5     |
| --------------- | -------------- | --------- | -------------------- | ------------------------ | --------- | --------- | --------- | --------- | --------- |
| 30 de noviembre | Lomas Vóley    | 3 - 0     | PSM Vóley            | Microestadio Lomas       | 25-22     | 25-18     | 25-19     |           |           |
| 30 de noviembre | Ciudad Vóley   | 3 - 0     | Personal Bolívar     | Gorki Grana              | 25-23     | 25-23     | 25-23     |           |           |
| 30 de noviembre | River Plate    | 0 - 3     | Libertad Burgi Vóley | Microestadio River Plate | 21-25     | 19-25     | 30-32     |           |           |
| 30 de noviembre | Monteros Vóley | 0 - 3     | UPCN San Juan Vóley  | Polideportivo Municipal  | 23-25     | 23-25     | 18-25     |           |           |
| 1 de diciembre  | UNTreF Vóley   | 0 - 3     | Gigantes del Sur     | Estadio UNTreF           | 14-25     | 16-25     | 17-25     |           |           |
| 1 de diciembre  | River Plate    | 3 - 0     | PSM Vóley            | Microestadio River Plate | 25-19     | 25-23     | 25-19     |           |           |
| 2 de diciembre  | Lomas Vóley    | 3 - 0     | Libertad Burgi Vóley | Microestadio Lomas       | 25-19     | 25-16     | 25-15     |           |           |
| 2 de diciembre  | Ciudad Vóley   | 3 - 0     | Gigantes del Sur     | Gorki Grana              | 25-23     | 25-14     | 25-18     |           |           |
| 2 de diciembre  | UNTreF Vóley   | 0 - 3     | Personal Bolívar     | Estadio UNTreF           | 19-25     | 20-25     | 29-31     |           |           |
| 2 de diciembre  | Monteros Vóley | 3 - 0     | Obras (San Juan)     | Polideportivo Municipal  | 25-22     | 25-20     | 25-16     |           |           |

| Weekend 6       | Weekend 6           | Weekend 6 | Weekend 6            | Weekend 6          | Weekend 6 | Weekend 6 | Weekend 6 | Weekend 6 | Weekend 6 |
| Fecha           | Local               | Resul     | Visitante            | Estadio            | Set 1     | Set 2     | Set 3     | Set 4     | Set 5     |
| --------------- | ------------------- | --------- | -------------------- | ------------------ | --------- | --------- | --------- | --------- | --------- |
| 6 de diciembre  | Personal Bolívar    | 3 - 1     | Gigantes del Sur     | Rep. de Venezuela  | 25-22     | 18-25     | 25-12     | 25-19     |           |
| 7 de diciembre  | Ciudad Vóley        | 3 - 0     | UNTreF Vóley         | Gorki Grana        | 25-23     | 25-19     | 25-18     |           |           |
| 7 de diciembre  | Lomas Vóley         | 3 - 0     | River Plate          | Microestadio Lomas | 25-18     | 25-15     | 25-22     |           |           |
| 7 de diciembre  | UPCN San Juan Vóley | 3 - 2     | Obras (San Juan)     | Aldo Cantoni       | 21-25     | 20-25     | 27-25     | 25-22     | 15-10     |
| 10 de diciembre | PSM Vóley           | 2 - 3     | Libertad Burgi Vóley | Club Paraná        | 25-22     | 23-25     | 25-22     | 19-25     | 13-15     |

| Weekend 7      | Weekend 7            | Weekend 7 | Weekend 7        | Weekend 7          | Weekend 7 | Weekend 7 | Weekend 7 | Weekend 7 | Weekend 7 |
| Fecha          | Local                | Resul     | Visitante        | Estadio            | Set 1     | Set 2     | Set 3     | Set 4     | Set 5     |
| -------------- | -------------------- | --------- | ---------------- | ------------------ | --------- | --------- | --------- | --------- | --------- |
| 7 de diciembre | Libertad Burgi Vóley | 3 - 1     | PSM Vóley        | La Calderita       | 25-14     | 25-22     | 20-25     | 25-18     |           |
| 9 de diciembre | River Plate          | 0 - 3     | Lomas Vóley      | Microestadio Lomas | 24-26     | 19-25     | 22-25     |           |           |
| 9 de diciembre | UNTreF Vóley         | 3 - 2     | Ciudad Vóley     | Estadio UNTreF     | 25-21     | 20-25     | 23-25     | 25-22     | 16-14     |
| 9 de diciembre | Obras (San Juan)     | 0 - 3     | UPCN San Juan    | Aldo Cantoni       | 20-25     | 22-25     | 16-25     |           |           |
| 7 de enero     | Gigantes del Sur     | 2 - 3     | Personal Bolívar | Ruca Che           | 25-19     | 20-25     | 17-25     | 25-18     | 13-15     |

| Disputa del presudamericano y receso estival. |
| --------------------------------------------- |

| Weekend 8   | Weekend 8           | Weekend 8 | Weekend 8            | Weekend 8               | Weekend 8 | Weekend 8 | Weekend 8 | Weekend 8 | Weekend 8 |
| Fecha       | Local               | Resul     | Visitante            | Estadio                 | Set 1     | Set 2     | Set 3     | Set 4     | Set 5     |
| ----------- | ------------------- | --------- | -------------------- | ----------------------- | --------- | --------- | --------- | --------- | --------- |
| 11 de enero | UNTreF Vóley        | 1 - 3     | River Plate          | Estadio UNTreF          | 25-16     | 23-25     | 18-25     | 23-25     |           |
| 11 de enero | Ciudad Vóley        | 1 - 3     | Lomas Vóley          | Gorki Grana             | 20-25     | 21-25     | 25-17     | 24-26     |           |
| 11 de enero | UPCN San Juan Vóley | 3 - 1     | PSM Vóley            | Aldo Cantoni            | 25-20     | 25-14     | 21-25     | 25-19     |           |
| 11 de enero | Monteros Vóley      | 0 - 3     | Personal Bolívar     | Polideportivo Municipal | 23-25     | 20-25     | 21-25     |           |           |
| 12 de enero | UPCN San Juan Vóley | 1 - 3     | Libertad Burgi Vóley | Aldo Cantoni            | 23-25     | 23-25     | 25-20     | 21-25     |           |
| 13 de enero | Obras (San Juan)    | 3 - 1     | PSM Vóley            | Aldo Cantoni            | 25-21     | 25-17     | 18-25     | 25-20     |           |
| 13 de enero | UNTreF Vóley        | 2 - 3     | Lomas Vóley          | Estadio UNTreF          | 25-21     | 25-22     | 23-25     | 25-27     | 13-15     |
| 13 de enero | Monteros Vóley      | 3 - 1     | Gigantes del Sur     | Polideportivo Municipal | 22-25     | 25-15     | 25-18     | 25-16     |           |
| 13 de enero | Ciudad Vóley        | 1 - 3     | River Plate          | Gorki Grana             | 25-23     | 26-28     | 18-25     | 23-25     |           |
| 14 de enero | Obras (San Juan)    | 3 - 0     | Libertad Burgi Vóley | Aldo Cantoni            | 25-21     | 25-15     | 25-21     |           |           |

| Weekend 9   | Weekend 9        | Weekend 9 | Weekend 9            | Weekend 9                | Weekend 9 | Weekend 9 | Weekend 9 | Weekend 9 | Weekend 9 |
| Fecha       | Local            | Resul     | Visitante            | Estadio                  | Set 1     | Set 2     | Set 3     | Set 4     | Set 5     |
| ----------- | ---------------- | --------- | -------------------- | ------------------------ | --------- | --------- | --------- | --------- | --------- |
| 18 de enero | Lomas Vóley      | 0 - 3     | UPCN San Juan Vóley  | Microestadio Lomas       | 15-25     | 22-25     | 20-25     |           |           |
| 18 de enero | River Plate      | 2 - 3     | Obras (SJ)           | Microestadio River Plate | 21-25     | 23-25     | 25-21     | 25-22     | 15-17     |
| 18 de enero | Gigantes del Sur | 3 - 0     | Libertad Burgi Vóley | Ruca Che                 | 25-21     | 25-20     | 25-21     |           |           |
| 18 de enero | Personal Bolívar | 3 - 1     | PSM Vóley            | República de Venezuela   | 25-20     | 23-25     | 25-16     | 25-22     |           |
| 20 de enero | Lomas Vóley      | 2 - 3     | Obras (SJ)           | Microestadio Lomas       | 23-25     | 25-14     | 18-25     | 25-21     | 11-15     |
| 20 de enero | Gigantes del Sur | 1 - 3     | PSM Vóley            | Ruca Che                 | 25-18     | 24-26     | 29-31     | 23-25     |           |
| 20 de enero | UNTreF Vóley     | 3 - 0     | Monteros Vóley       | Estadio UNTreF           | 25-19     | 25-22     | 25-22     |           |           |
| 20 de enero | River Plate      | 1 - 3     | UPCN San Juan Vóley  | Microestadio River Plate | 25-21     | 24-26     | 15-25     | 14-25     |           |
| 20 de enero | Personal Bolívar | 3 - 0     | Libertad Burgi Vóley | República de Venezuela   | 25-19     | 27-25     | 25-23     |           |           |
| 21 de enero | Ciudad Vóley     | 3 - 2     | Monteros Vóley       | Gorki Grana              | 25-20     | 26-28     | 25-21     | 23-25     | 15-7      |

| Weekend 10  | Weekend 10           | Weekend 10 | Weekend 10       | Weekend 10               | Weekend 10 | Weekend 10 | Weekend 10 | Weekend 10 | Weekend 10 |
| Fecha       | Local                | Resul      | Visitante        | Estadio                  | Set 1      | Set 2      | Set 3      | Set 4      | Set 5      |
| ----------- | -------------------- | ---------- | ---------------- | ------------------------ | ---------- | ---------- | ---------- | ---------- | ---------- |
| 25 de enero | PSM Vóley            | 3 - 1      | Ciudad Vóley     | Club Paraná              | 25-23      | 25-19      | 21-25      | 25-13      |            |
| 25 de enero | UPCN San Juan Vóley  | 0 - 3      | Personal Bolívar | Aldo Cantoni             | 20-25      | 29-31      | 22-25      |            |            |
| 25 de enero | Lomas Vóley          | 3 - 2      | Monteros Vóley   | Microestadio Lomas       | 18-25      | 25-22      | 23-25      | 25-21      | 19-17      |
| 25 de enero | Libertad Burgi Vóley | 3 - 2      | UNTreF Vóley     | La Calderita             | 25-23      | 20-25      | 27-25      | 22-25      | 15-10      |
| 26 de enero | UPCN San Juan Vóley  | 3 - 2      | Gigantes del Sur | Aldo Cantoni             | 17-25      | 27-25      | 17-25      | 25-19      | 15-12      |
| 27 de enero | Libertad Burgi Vóley | 3 - 1      | Ciudad Vóley     | La Calderita             | 23-25      | 25-20      | 27-25      | 25-22      |            |
| 27 de enero | River Plate          | 0 - 3      | Monteros Vóley   | Microestadio River Plate | 27-29      | 16-25      | 22-25      |            |            |
| 27 de enero | PSM Vóley            | 2 - 3      | UNTreF Vóley     | Club Paraná              | 18-25      | 24-26      | 25-23      | 25-22      | 11-15      |
| 27 de enero | Obras (SJ)           | 3 - 2      | Personal Bolívar | Aldo Cantoni             | 26-24      | 25-17      | 19-25      | 21-25      | 15-10      |
| 28 de enero | Obras (SJ)           | 3 - 2      | Gigantes del Sur | Aldo Cantoni             | 25-23      | 19-25      | 25-23      | 29-31      | 15-13      |

| Weekend 11   | Weekend 11       | Weekend 11 | Weekend 11           | Weekend 11              | Weekend 11 | Weekend 11 | Weekend 11 | Weekend 11 | Weekend 11 |
| Fecha        | Local            | Resul      | Visitante            | Estadio                 | Set 1      | Set 2      | Set 3      | Set 4      | Set 5      |
| ------------ | ---------------- | ---------- | -------------------- | ----------------------- | ---------- | ---------- | ---------- | ---------- | ---------- |
| 1 de febrero | Ciudad Vóley     | 1 - 3      | UPCN San Juan Vóley  | Gorki Grana             | 18-25      | 25-23      | 24-26      | 19-25      |            |
| 1 de febrero | UNTreF Vóley     | 2 - 3      | Obras (SJ)           | Estadio UNTreF          | 25-23      | 19-25      | 21-25      | 25-21      | 8-15       |
| 1 de febrero | Gigantes del Sur | 3 - 0      | River Plate          | Ruca Che                | 25-17      | 26-24      | 25-22      |            |            |
| 1 de febrero | Personal Bolívar | 3 - 1      | Lomas Vóley          | República de Venezuela  | 25-18      | 20-25      | 25-20      | 25-16      |            |
| 1 de febrero | Monteros Vóley   | 3 - 0      | PSM Vóley            | Polideportivo Municipal | 25-22      | 30-28      | 25-21      |            |            |
| 3 de febrero | Ciudad Vóley     | 3 - 1      | Obras (SJ)           | Gorki Grana             | 18-25      | 25-20      | 25-15      | 25-23      |            |
| 3 de febrero | Gigantes del Sur | 3 - 1      | Lomas Vóley          | Ruca Che                | 14-25      | 31-29      | 27-25      | 25-19      |            |
| 3 de febrero | UNTreF Vóley     | 0 - 3      | UPCN San Juan Vóley  | Estadio UNTreF          | 21-25      | 26-28      | 17-25      |            |            |
| 3 de febrero | Personal Bolívar | 3 - 0      | River Plate          | República de Venezuela  | 25-21      | 26-24      | 26-24      |            |            |
| 3 de febrero | Monteros Vóley   | 3 - 0      | Libertad Burgi Vóley | Polideportivo Municipal | 25-23      | 25-19      | 25-20      |            |            |

| Weekend 12    | Weekend 12           | Weekend 12 | Weekend 12     | Weekend 12             | Weekend 12 | Weekend 12 | Weekend 12 | Weekend 12 | Weekend 12 |
| Fecha         | Local                | Resul      | Visitante      | Estadio                | Set 1      | Set 2      | Set 3      | Set 4      | Set 5      |
| ------------- | -------------------- | ---------- | -------------- | ---------------------- | ---------- | ---------- | ---------- | ---------- | ---------- |
| 15 de febrero | Gigantes del Sur     | 3 - 0      | UNTreF Vóley   | Ruca Che               | 25-23      | 25-20      | 25-20      |            |            |
| 15 de febrero | Libertad Burgi Vóley | 3 - 2      | River Plate    | La Calderita           | 25-22      | 27-25      | 23-25      | 22-25      | 15-12      |
| 15 de febrero | PSM Vóley            | 1 - 3      | Lomas Vóley    | Club Paraná            | 25-19      | 15-25      | 19-25      | 19-25      |            |
| 15 de febrero | Personal Bolívar     | 3 - 2      | Ciudad Vóley   | República de Venezuela | 25-21      | 23-25      | 23-25      | 25-18      | 15-10      |
| 15 de febrero | UPCN San Juan Vóley  | 3 - 1      | Monteros Vóley | Aldo Cantoni           | 25-13      | 25-22      | 25-27      | 25-23      |            |
| 17 de febrero | Gigantes del Sur     | 0 - 3      | Ciudad Vóley   | Ruca Che               | 26-28      | 17-25      | 28-30      |            |            |
| 17 de febrero | Libertad Burgi Vóley | 2 - 3      | Lomas Vóley    | La Calderita           | 21-25      | 25-20      | 21-25      | 25-14      | 12-15      |
| 17 de febrero | Obras (SJ)           | 3 - 2      | Monteros Vóley | Aldo Cantoni           | 25-18      | 19-25      | 17-25      | 25-18      | 15-13      |
| 17 de febrero | Personal Bolívar     | 3 - 0      | UNTreF Vóley   | República de Venezuela | 25-18      | 25-23      | 25-20      |            |            |
| 17 de febrero | PSM Vóley            | 0 - 3      | River Plate    | Club Paraná            | 23-25      | 24-26      | 19-25      |            |            |

## Segunda fase, play-offs
|  | Cuartos de final | Cuartos de final     | Cuartos de final |                     |     | Semifinales         | Semifinales | Semifinales |  |     | Final            | Final | Final |  |
|  |                  |                      |                  |                     |     |                     |             |             |  |     |                  |       |       |  |
|  |                  |                      |                  |                     |     |                     |             |             |  |     |                  |       |       |  |
|  | 1.°              | Personal Bolívar     | 3                |                     |     |                     |             |             |  |     |                  |       |       |  |
|  | 1.°              | Personal Bolívar     | 3                |                     |     |                     |             |             |  |     |                  |       |       |  |
|  | 8.°              | Monteros Vóley       | 1                |                     |     |                     |             |             |  |     |                  |       |       |  |
|  | 8.°              | Monteros Vóley       | 1                |                     | 1.° | Personal Bolívar    | 3           |             |  |     |                  |       |       |  |
|  |                  |                      |                  |                     | 1.° | Personal Bolívar    | 3           |             |  |     |                  |       |       |  |
|  |                  |                      | 4.°              | Ciudad Vóley        | 1   |                     |             |             |  |     |                  |       |       |  |
|  | 4.°              | Ciudad Vóley         | 4.°              | Ciudad Vóley        | 1   | 3                   |             |             |  |     |                  |       |       |  |
|  | 4.°              | Ciudad Vóley         |                  |                     |     |                     |             |             |  |     |                  |       |       |  |
|  | 5.°              | Gigantes del Sur     | 0                |                     |     |                     |             |             |  |     |                  |       |       |  |
|  | 5.°              | Gigantes del Sur     | 0                |                     |     |                     |             |             |  | 1.° | Personal Bolívar | 1     |       |  |
|  |                  |                      |                  |                     |     |                     |             |             |  | 1.° | Personal Bolívar | 1     |       |  |
|  |                  |                      | 2.°              | UPCN San Juan Vóley | 3   |                     |             |             |  |     |                  |       |       |  |
|  | 2.°              | UPCN San Juan Vóley  | 2.°              | UPCN San Juan Vóley | 3   | 3                   |             |             |  |     |                  |       |       |  |
|  | 2.°              | UPCN San Juan Vóley  |                  |                     |     |                     |             |             |  |     |                  |       |       |  |
|  | 7.°              | Libertad Burgi Vóley | 0                |                     |     |                     |             |             |  |     |                  |       |       |  |
|  | 7.°              | Libertad Burgi Vóley | 0                |                     | 2.° | UPCN San Juan Vóley | 3           |             |  |     |                  |       |       |  |
|  |                  |                      |                  |                     | 2.° | UPCN San Juan Vóley | 3           |             |  |     |                  |       |       |  |
|  |                  |                      | 3.°              | Lomas Vóley         | 1   |                     |             |             |  |     |                  |       |       |  |
|  | 3.°              | Lomas Vóley          | 3.°              | Lomas Vóley         | 1   | 3                   |             |             |  |     |                  |       |       |  |
|  | 3.°              | Lomas Vóley          |                  |                     |     |                     |             |             |  |     |                  |       |       |  |
|  | 6.°              | Obras (San Juan)     | 1                |                     |     |                     |             |             |  |     |                  |       |       |  |
|  | 6.°              | Obras (San Juan)     | 1                |                     |     |                     |             |             |  |     |                  |       |       |  |
|  |                  |                      |                  |                     |     |                     |             |             |  |     |                  |       |       |  |

Nota: los resultados que figuran a la derecha de los equipos son la cantidad de partidos ganados en la serie.

### Cuartos de final
Personal Bolívar - Monteros Vóley
| 22 de febrero, 21:30 | Personal Bolívar | 3 - 1                                  | Monteros Vóley | Estadio República de Venezuela, Bolívar     |                                             |
|                      |                  | ( 23-25, 26-24, 25-20, 25-18 ) Reporte |                | Árbitro(s): * Karina René * Ricardo Cabrera | Árbitro(s): * Karina René * Ricardo Cabrera |

| 24 de febrero, 21:30 | Personal Bolívar | 2 - 3                                         | Monteros Vóley | Estadio República de Venezuela, Bolívar     |                                             |
|                      |                  | ( 24-26, 25-21, 25-16, 28-30, 13-15 ) Reporte |                | Árbitro(s): * Ricardo Cabrera * Karina René | Árbitro(s): * Ricardo Cabrera * Karina René |

| 8 de marzo, 22:00 | Monteros Vóley | 2 - 3                                         | Personal Bolívar | Polideportivo Municipal, Monteros              |                                                |
|                   |                | ( 25-21, 23-25, 25-19, 20-25, 13-15 ) Reporte |                  | Árbitro(s): * Adolfo Keim * Hernán Casamiquela | Árbitro(s): * Adolfo Keim * Hernán Casamiquela |

| 10 de marzo, 22:00 | Monteros Vóley | 2 - 3                                        | Personal Bolívar | Polideportivo Municipal, Monteros              |                                                |
|                    |                | ( 25-23, 19-25, 18-25, 25-17, 8-15 ) Reporte |                  | Árbitro(s): * Hernán Casamiquela * Adolfo Keim | Árbitro(s): * Hernán Casamiquela * Adolfo Keim |

UPCN San Juan Vóley - Libertad Burgi Vóley
| 22 de febrero, 22:00 | UPCN San Juan | 3 - 0                           | Libertad Burgi Vóley | Estadio Aldo Cantoni, San Juan                      |                                                     |
|                      |               | ( 37-35, 25-21, 25-18 ) Reporte |                      | Árbitro(s): * Gabriel Fernández * José Luis Barrios | Árbitro(s): * Gabriel Fernández * José Luis Barrios |

| 24 de febrero, 22:00 | UPCN San Juan | 3 - 0                           | Libertad Burgi Vóley | Estadio Aldo Cantoni, San Juan                      |                                                     |
|                      |               | ( 25-21, 25-19, 25-20 ) Reporte |                      | Árbitro(s): * José Luis Barrios * Gabriel Fernández | Árbitro(s): * José Luis Barrios * Gabriel Fernández |

| 1 de marzo, 21:00                  | Libertad Burgi Vóley | 1 - 3                                  | UPCN San Juan | La Calderita, San Jerónimo Norte                  |                                                   |
|                                    |                      | ( 20-25, 23-25, 34-32, 26-28 ) Reporte |               | Árbitro(s): * Fernando Romano * Andrés Villarreal | Árbitro(s): * Fernando Romano * Andrés Villarreal |
| Partido televisado por TyC Sports. |                      |                                        |               |                                                   |                                                   |

Lomas Vóley - Obras (San Juan)
| 22 de febrero, 20:00 | Lomas Vóley | 3 - 1                                  | Obras (SJ) | Microestadio Lomas de Zamora, Lomas de Zamora |                                               |
|                      |             | ( 23-25, 25-23, 25-17, 25-13 ) Reporte |            | Árbitro(s): * Luis Fuentes * Marcelo Pierobón | Árbitro(s): * Luis Fuentes * Marcelo Pierobón |

| 24 de febrero, 19:00 | Lomas Vóley | 3 - 2                                         | Obras (SJ) | Microestadio Lomas de Zamora, Lomas de Zamora                               |                                                                             |
|                      |             | ( 18-25, 25-20, 21-25, 25-18, 15-10 ) Reporte |            | Asistencia: 1500 espectadores Árbitro(s): * Marcelo Pierobón * Luis Fuentes | Asistencia: 1500 espectadores Árbitro(s): * Marcelo Pierobón * Luis Fuentes |

| 8 de marzo, 22:00                  | Obras (SJ) | 3 - 2                                         | Lomas Vóley | Estadio Aldo Cantoni, San Juan                   |                                                  |
|                                    |            | ( 17-25, 33-31, 25-16, 21-25, 17-15 ) Reporte |             | Árbitro(s): * Fernando Montivero * Fabián Concia | Árbitro(s): * Fernando Montivero * Fabián Concia |
| Partido televisado por TyC Sports. |            |                                               |             |                                                  |                                                  |

| 10 de marzo, 22:00 | Obras (SJ) | 0 - 3                           | Lomas Vóley | Estadio Aldo Cantoni, San Juan                   |                                                  |
|                    |            | ( 16-25, 23-25, 28-30 ) Reporte |             | Árbitro(s): * Fabián Concia * Fernando Montivero | Árbitro(s): * Fabián Concia * Fernando Montivero |

Ciudad Vóley - Gigantes del Sur
| 22 de febrero, 20:30 | Ciudad Vóley | 3 - 0                           | Gigantes del Sur | Polideportivo Gorki Grana, Morón                      |                                                       |
|                      |              | ( 25-17, 25-19, 27-25 ) Reporte |                  | Árbitro(s): * Sebastián Cagiao * Nicolás Jesús Casado | Árbitro(s): * Sebastián Cagiao * Nicolás Jesús Casado |

| 24 de febrero, 20:00 | Ciudad Vóley | 3 - 1                                  | Gigantes del Sur | Polideportivo Gorki Grana, Morón                      |                                                       |
|                      |              | ( 24-26, 25-17, 25-22, 30-28 ) Reporte |                  | Árbitro(s): * Nicolás Jesús Casado * Sebastián Cagiao | Árbitro(s): * Nicolás Jesús Casado * Sebastián Cagiao |

| 1 de marzo, 21:00 | Gigantes del Sur | 0 - 3                           | Ciudad Vóley | Estadio Ruca Che, Neuquén                          |                                                    |
|                   |                  | ( 21-25, 19-25, 20-25 ) Reporte |              | Árbitro(s): * Gabriel Fernández * Sebastián Cagiao | Árbitro(s): * Gabriel Fernández * Sebastián Cagiao |

### Semifinales
Personal Bolívar - Ciudad Vóley
| 16 de marzo, 21:30 | Personal Bolívar | 3 - 0                           | Ciudad Vóley | Estadio República de Venezuela, Bolívar           |                                                   |
|                    |                  | ( 25-18, 25-21, 25-16 ) Reporte |              | Árbitro(s): * Sebastián Cagiao * Marcelo Pierobón | Árbitro(s): * Sebastián Cagiao * Marcelo Pierobón |

| 18 de marzo, 21:30 | Personal Bolívar | 0 - 3                           | Ciudad Vóley | Estadio República de Venezuela, Bolívar    |                                            |
|                    |                  | ( 18-25, 18-25, 18-25 ) Reporte |              | Árbitro(s): * Pablo Pérez * Nicolás Casado | Árbitro(s): * Pablo Pérez * Nicolás Casado |

| 22 de marzo, 20:30 | Ciudad Vóley | 0 - 3                           | Personal Bolívar | Polideportivo Gorki Grana, Morón              |                                               |
|                    |              | ( 24-26, 20-25, 21-25 ) Reporte |                  | Árbitro(s): * Gabriel Fernández * Adolfo Keim | Árbitro(s): * Gabriel Fernández * Adolfo Keim |

| 24 de marzo, 20:00 | Ciudad Vóley | 2 - 3                                         | Personal Bolívar | Polideportivo Gorki Grana, Morón                    |                                                     |
|                    |              | ( 21-25, 25-18, 25-20, 25-27, 11-15 ) Reporte |                  | Árbitro(s): * Marcelo Pierobón * Fernando Montivero | Árbitro(s): * Marcelo Pierobón * Fernando Montivero |

UPCN San Juan Vóley - Lomas Vóley
| 16 de marzo, 22:00 | UPCN San Juan Vóley | 3 - 1                                  | Lomas Vóley | Estadio Aldo Cantoni, San Juan                |                                               |
|                    |                     | ( 19-25, 25-19, 25-20, 25-18 ) Reporte |             | Árbitro(s): * Cristian Chunco * Fabián Concia | Árbitro(s): * Cristian Chunco * Fabián Concia |

| 18 de marzo, 22:00 | UPCN San Juan Vóley | 0 - 3                           | Lomas Vóley | Estadio Aldo Cantoni, San Juan                |                                               |
|                    |                     | ( 30-32, 25-27, 19-25 ) Reporte |             | Árbitro(s): * Adolfo Keim * Gabriel Fernández | Árbitro(s): * Adolfo Keim * Gabriel Fernández |

| 22 de marzo, 20:00 | Lomas Vóley | 2 - 3                                         | UPCN San Juan Vóley | Microestadio Lomas de Zamora, Lomas de Zamora   |                                                 |
|                    |             | ( 23-25, 27-25, 25-23, 19-25, 13-15 ) Reporte |                     | Árbitro(s): * Mauricio Lueje * Andrés Villareal | Árbitro(s): * Mauricio Lueje * Andrés Villareal |

| 24 de marzo, 19:00 | Lomas Vóley | 0 - 3                           | UPCN San Juan Vóley | Microestadio Lomas de Zamora, Lomas de Zamora     |                                                   |
|                    |             | ( 27-29, 21-25, 23-25 ) Reporte |                     | Árbitro(s): * Nicolás Jesús Casado * Luis Fuentes | Árbitro(s): * Nicolás Jesús Casado * Luis Fuentes |

### Final
Personal Bolívar - UPCN San Juan Vóley
| 29 de marzo, 21:00                 | Personal Bolívar | 2 - 3                                         | UPCN San Juan Vóley | Estadio República de Venezuela, Bolívar          |                                                  |
|                                    |                  | ( 25-23, 25-22, 23-25, 21-25, 13-15 ) Reporte |                     | Árbitro(s): * Sebastián Cagiao * Fernando Romano | Árbitro(s): * Sebastián Cagiao * Fernando Romano |
| Partido televisado por TyC Sports. |                  |                                               |                     |                                                  |                                                  |

| 31 de marzo, 11:00                 | Personal Bolívar | 3 - 1                                  | UPCN San Juan Vóley | Estadio República de Venezuela, Bolívar     |                                             |
|                                    |                  | ( 25-20, 19-25, 31-29, 25-23 ) Reporte |                     | Árbitro(s): * Ricardo Cabrera * Karina René | Árbitro(s): * Ricardo Cabrera * Karina René |
| Partido televisado por TyC Sports. |                  |                                        |                     |                                             |                                             |

| 5 de abril, 21:00                  | UPCN San Juan Vóley | 3 - 0                           | Personal Bolívar | Polideportivo Nuestra Señora de Luján, San Juan |                                              |
|                                    |                     | ( 25-22, 25-20, 25-17 ) Reporte |                  | Árbitro(s): * Marcelo Pierobón * Adolfo Keim    | Árbitro(s): * Marcelo Pierobón * Adolfo Keim |
| Partido televisado por TyC Sports. |                     |                                 |                  |                                                 |                                              |

| 7 de abril, 11:00                  | UPCN San Juan Vóley | 3 - 0                           | Personal Bolívar | Polideportivo Nuestra Señora de Luján, San Juan |                                                 |
|                                    |                     | ( 25-19, 25-19, 25-14 ) Reporte |                  | Árbitro(s): * José Luis Barrios * Fabián Concia | Árbitro(s): * José Luis Barrios * Fabián Concia |
| Partido televisado por TyC Sports. |                     |                                 |                  |                                                 |                                                 |

## Plantel campeón
| - Federico Gómez - Danijel Galic - Lucas Ibazeta - Sebastián Garrocq - Maximiliano Cavanna - Mateo Bozikovich - Martín Tejada - Zbigniew Bartman - Nicolás Lazo - Lucas Armesto | - Manuel Leskiw Auer - David Lee - Juan Cruz Ramírez - Matías Salvio - Martín Ramos - Francisco Castañares - Manuel Armoa - Nikolay Uchikov (cortado, no terminó la temporada) - Pedro Da Silva Santos «Pedrao» (cortado, no terminó la temporada) - Javier Filardi (cortado, no terminó la temporada) |

Entrenador:  Fabián Armoa.

## Otras competencias durante la temporada

### Torneo presudamericano
Al Torneo Presudamericano clasifican el subcampeón vigente, como organizador del torneo, el vigente campeón de la Copa ACLAV, y los dos mejores equipos de la primera ronda de la fase regular de la liga, todos los cupos salvando el campeón de la pasada temporada que ya está clasificado al torneo sudamericano. El campeón del torneo accede al Campeonato Sudamericano de 2018. El torneo se jugó en el Estadio Aldo Cantoni, organizado por UPCN San Juan Vóley. El campeón fue Lomas Vóley y clasificó al sudamericano de 2018.
|  | Semifinales         | Semifinales         | Semifinales |             |                     | Final               | Final            | Final        |  |
|  |                     |                     |             |             |                     |                     |                  |              |  |
|  |                     |                     |             |             |                     |                     |                  |              |  |
|  | UPCN San Juan Vóley | UPCN San Juan Vóley | 3           |             |                     |                     |                  |              |  |
|  | UPCN San Juan Vóley | UPCN San Juan Vóley | 3           |             |                     |                     |                  |              |  |
|  | Gigantes del Sur    | Gigantes del Sur    | 2           |             |                     |                     |                  |              |  |
|  | Gigantes del Sur    | Gigantes del Sur    | 2           |             | UPCN San Juan Vóley | UPCN San Juan Vóley | 1                |              |  |
|  |                     |                     |             |             | UPCN San Juan Vóley | UPCN San Juan Vóley | 1                |              |  |
|  |                     |                     | Lomas Vóley | Lomas Vóley | 3                   |                     |                  |              |  |
|  | Ciudad Vóley        | Ciudad Vóley        | Lomas Vóley | Lomas Vóley | 3                   | 0                   |                  |              |  |
|  | Ciudad Vóley        | Ciudad Vóley        |             |             |                     | 0                   |                  |              |  |
|  | Lomas Vóley         | Lomas Vóley         | 3           |             |                     | Tercer lugar        | Tercer lugar     | Tercer lugar |  |
|  | Lomas Vóley         | Lomas Vóley         | 3           |             |                     | Tercer lugar        | Tercer lugar     | Tercer lugar |  |
|  |                     |                     |             |             |                     |                     |                  |              |  |
|  |                     |                     |             |             |                     | Ciudad Vóley        | Ciudad Vóley     | 3            |  |
|  |                     |                     |             |             |                     | Ciudad Vóley        | Ciudad Vóley     | 3            |  |
|  |                     |                     |             |             |                     | Gigantes del Sur    | Gigantes del Sur | 0            |  |
|  |                     |                     |             |             |                     | Gigantes del Sur    | Gigantes del Sur | 0            |  |
|  |                     |                     |             |             |                     |                     |                  |              |  |

Semifinales
| 20 de diciembre, 19:30 | Ciudad Vóley | 0 - 3                           | Lomas Vóley | Estadio Aldo Cantoni, San Juan                    |                                                   |
|                        |              | ( 22-25, 25-27, 19-25 ) Reporte |             | Árbitro(s): * Jonatan Escudero * Marcelo Pierobón | Árbitro(s): * Jonatan Escudero * Marcelo Pierobón |

| 20 de diciembre, 22:00 | UPCN San Juan Vóley | 3 - 2                                         | Gigantes del Sur | Estadio Aldo Cantoni, San Juan                |                                               |
|                        |                     | ( 20-25, 25-18, 21-25, 25-22, 15-12 ) Reporte |                  | Árbitro(s): * Fabián Concia * Gabriel Cáceres | Árbitro(s): * Fabián Concia * Gabriel Cáceres |

Tercer puesto
| 21 de diciembre, 18:00 | Ciudad Vóley | 3 - 0                           | Gigantes del Sur | Estadio Aldo Cantoni, San Juan                   |                                                  |
|                        |              | ( 25-14, 26-24, 25-19 ) Reporte |                  | Árbitro(s): * Gabriel Cáceres * Jonatan Escudero | Árbitro(s): * Gabriel Cáceres * Jonatan Escudero |

Final
| 21 de diciembre, 21:00             | UPCN San Juan Vóley | 1 - 3                                  | Lomas Vóley | Estadio Aldo Cantoni, San Juan                 |                                                |
|                                    |                     | ( 20-25, 25-19, 22-25, 23-25 ) Reporte |             | Árbitro(s): * Marcelo Pierobón * Fabián Concia | Árbitro(s): * Marcelo Pierobón * Fabián Concia |
| Partido televisado por TyC Sports. |                     |                                        |             |                                                |                                                |

### Copa Desafío
A la Copa Desafío clasificaron los cuatro mejores equipos al cabo de la primera ronda de la fase regular de la liga que no clasificaron al Torneo Presudamericano. El campeón del torneo además del título obtiene la clasificación a la Copa Master de la siguiente temporada. El torneo se jugó el en Estadio La Calderita de Libertad Burgi Vóley, donde UNTreF Vóley logró su primer título en esta competencia.
|  | Semifinales          | Semifinales          | Semifinales  |              |                  | Final            | Final | Final |  |
|  |                      |                      |              |              |                  |                  |       |       |  |
|  |                      |                      |              |              |                  |                  |       |       |  |
|  | Obras (San Juan)     | Obras (San Juan)     | 3            |              |                  |                  |       |       |  |
|  | Obras (San Juan)     | Obras (San Juan)     | 3            |              |                  |                  |       |       |  |
|  | Monteros Vóley       | Monteros Vóley       | 1            |              |                  |                  |       |       |  |
|  | Monteros Vóley       | Monteros Vóley       | 1            |              | Obras (San Juan) | Obras (San Juan) | 2     |       |  |
|  |                      |                      |              |              | Obras (San Juan) | Obras (San Juan) | 2     |       |  |
|  |                      |                      | UNTreF Vóley | UNTreF Vóley | 3                |                  |       |       |  |
|  | Libertad Burgi Vóley | Libertad Burgi Vóley | UNTreF Vóley | UNTreF Vóley | 3                | 2                |       |       |  |
|  | Libertad Burgi Vóley | Libertad Burgi Vóley |              |              |                  | 2                |       |       |  |
|  | UNTreF Vóley         | UNTreF Vóley         | 3            |              |                  |                  |       |       |  |
|  | UNTreF Vóley         | UNTreF Vóley         | 3            |              |                  |                  |       |       |  |
|  |                      |                      |              |              |                  |                  |       |       |  |

Semifinales
| 7 de febrero, 19:00 | Obras (SJ) | 3 - 1                                  | Monteros Vóley | Estadio La Calderita, San Jerónimo Norte              |                                                       |
|                     |            | ( 25-21, 11-25, 25-14, 29-27 ) Reporte |                | Árbitro(s): * Nicolás Jesús Casado * Sebastián Cagiao | Árbitro(s): * Nicolás Jesús Casado * Sebastián Cagiao |

| 7 de febrero, 21:30 | Libertad Burgi Vóley | 2 - 3                                        | UNTreF Vóley | Estadio La Calderita, San Jerónimo Norte          |                                                   |
|                     |                      | ( 25-22, 18-25, 24-26, 25-22, 9-15 ) Reporte |              | Árbitro(s): * Luis Fuentes * Nicolás Jesús Casado | Árbitro(s): * Luis Fuentes * Nicolás Jesús Casado |

Final
| 8 de febrero, 21:00      | Obras (SJ) | 3 - 2                                        | UNTreF Vóley | Estadio La Calderita, San Jerónimo Norte      |                                               |
|                          |            | ( 25-22, 23-25, 25-16, 22-25, 9-15 ) Reporte |              | Árbitro(s): * Sebastián Cagiao * Luis Fuentes | Árbitro(s): * Sebastián Cagiao * Luis Fuentes |
| Televisación: TyC Sports |            |                                              |              |                                               |                                               |

### Copa Argentina

#### Primer triangular
| Pos. | Equipo       | Pts | Partidos | Partidos | Partidos | Sets | Sets |
| Pos. | Equipo       | Pts | PJ       | PG       | PP       | SG   | SP   |
| ---- | ------------ | --- | -------- | -------- | -------- | ---- | ---- |
| 1.º  | River Plate  | 6   | 2        | 2        | 0        | 6    | 0    |
| 2.º  | PSM Vóley    | 2   | 2        | 1        | 1        | 3    | 5    |
| 3.º  | UNTreF Vóley | 1   | 2        | 0        | 2        | 2    | 6    |

|  |                            |
|  | Clasificado a semifinales. |

| 1 de marzo, 20:30 | UNTreF Vóley | 2 - 3                                         | PSM Vóley | Microestadio UNTreF, Villa Lynch          |                                           |
|                   |              | ( 17-25, 25-22, 22-25, 41-39, 11-15 ) Reporte |           | Árbitro(s): * Pedro Pérez * Víctor Bagala | Árbitro(s): * Pedro Pérez * Víctor Bagala |

| 2 de marzo, 20:30 | River Plate | 3 - 0                           | PSM Vóley | Microestadio UNTreF, Villa Lynch                                      |                                                                       |
|                   |             | ( 25-23, 25-15, 25-22 ) Reporte |           | Asistencia: 100 espectadores Árbitro(s): * Pedro Pérez * Ariel Cañete | Asistencia: 100 espectadores Árbitro(s): * Pedro Pérez * Ariel Cañete |

| 3 de marzo, 20:30 | UNTreF Vóley | 0 - 3                           | River Plate | Microestadio UNTreF, Villa Lynch           |                                            |
|                   |              | ( 22-25, 20-25, 17-25 ) Reporte |             | Árbitro(s): * Víctor Bagala * Ariel Cañete | Árbitro(s): * Víctor Bagala * Ariel Cañete |

#### Segundo triangular, Zona 1
| Pos. | Equipo           | Pts | Partidos | Partidos | Partidos | Sets | Sets |
| Pos. | Equipo           | Pts | PJ       | PG       | PP       | SG   | SP   |
| ---- | ---------------- | --- | -------- | -------- | -------- | ---- | ---- |
| 1.º  | Gigantes del Sur | 5   | 2        | 2        | 0        | 6    | 2    |
| 2.º  | Monteros Vóley   | 2   | 2        | 1        | 1        | 3    | 5    |
| 3.º  | River Plate      | 2   | 2        | 0        | 2        | 4    | 6    |

|  |                         |
|  | Clasificado a la final. |

| 15 de marzo, 21:00 | Gigantes del Sur | 3 - 2                                         | River Plate | Estadio Ruca Che, Neuquén                     |                                               |
|                    |                  | ( 17-25, 28-26, 25-19, 20-25, 15-12 ) Reporte |             | Árbitro(s): * Luis Fuentes * Jonatan Escudero | Árbitro(s): * Luis Fuentes * Jonatan Escudero |

| 16 de marzo, 21:00 | Monteros Vóley | 3 - 2                                         | River Plate | Estadio Ruca Che, Neuquén                     |                                               |
|                    |                | ( 25-22, 15-25, 26-24, 30-32, 15-13 ) Reporte |             | Árbitro(s): * Jonatan Escudero * Luis Fuentes | Árbitro(s): * Jonatan Escudero * Luis Fuentes |

| 17 de marzo, 21:00 | Gigantes del Sur | 3 - 0                           | Monteros Vóley | Estadio Ruca Che, Neuquén                     |                                               |
|                    |                  | ( 25-19, 25-16, 25-23 ) Reporte |                | Árbitro(s): * Luis Fuentes * Jonatan Escudero | Árbitro(s): * Luis Fuentes * Jonatan Escudero |

#### Segundo triangular, Zona 2
| Pos. | Equipo               | Pts | Partidos | Partidos | Partidos | Sets | Sets |
| Pos. | Equipo               | Pts | PJ       | PG       | PP       | SG   | SP   |
| ---- | -------------------- | --- | -------- | -------- | -------- | ---- | ---- |
| 1.º  | Obras (San Juan)     | 3   | 2        | 1        | 1        | 5    | 5    |
| 2.º  | PSM Vóley            | 3   | 2        | 1        | 1        | 5    | 5    |
| 3.º  | Libertad Burgi Vóley | 3   | 2        | 1        | 1        | 5    | 5    |

|  |                         |
|  | Clasificado a la final. |

El triple empate se definió por mejor coeficiente de tantos.
| 15 de marzo, 22:00 | Obras (SJ) | 2 - 3                                         | PSM Vóley | Estadio Aldo Cantoni, San Juan                 |                                                |
|                    |            | ( 24-26, 22-25, 25-23, 25-21, 12-15 ) Reporte |           | Árbitro(s): * Ricardo Cabrera * Antonio Burgos | Árbitro(s): * Ricardo Cabrera * Antonio Burgos |

| 16 de marzo, 18:00 | Libertad Burgi Vóley | 3 - 2                                         | PSM Vóley | Estadio Aldo Cantoni, San Juan                 |                                                |
|                    |                      | ( 25-23, 25-18, 28-30, 22-25, 16-14 ) Reporte |           | Árbitro(s): * Antonio Burgos * Ricardo Cabrera | Árbitro(s): * Antonio Burgos * Ricardo Cabrera |

| 17 de marzo, 22:00 | Obras (SJ) | 3 - 2                                        | Libertad Burgi Vóley | Estadio Aldo Cantoni, San Juan                 |                                                |
|                    |            | ( 23-25, 25-20, 25-27, 25-20, 15-8 ) Reporte |                      | Árbitro(s): * Ricardo Cabrera * Antonio Burgos | Árbitro(s): * Ricardo Cabrera * Antonio Burgos |

#### Final
| 24 de marzo, 13:00       | Gigantes del Sur | 0 - 3                           | Obras (SJ) | Estadio Ruca Che, Neuquén                            |                                                      |
|                          |                  | ( 19-25, 23-25, 19-25 ) Reporte |            | Árbitro(s): * Hernán Casamiquela * José Luis Barrios | Árbitro(s): * Hernán Casamiquela * José Luis Barrios |
| Televisación: TyC Sports |                  |                                 |            |                                                      |                                                      |